# Солдатское (Воронежская область)
Солдатское — село в Острогожском районе Воронежской области.
Административный центр Солдатского сельского поселения.

## География
Село Солдатское расположено на левом берегу р. Потудань (приток Дона).
Находится в 25 км от районного центра — города Острогожска и в 86 км от города Воронежа. Через село проходит автотрасса Воронеж—Луганск (Р194).

### Улицы
| - ул. 1 Мая, - ул. Верхняя, - ул. Ленина, - ул. Луговая, - ул. Мачнева, - ул. Мира, - ул. Мордва, - ул. Нижняя Песковатка, - ул. Низовая, - ул. Новая, - ул. Октябрьская, | - ул. Песковатка, - ул. Приозёрная, - ул. Пролетарская, - ул. Свободы, - ул. Советская, - ул. Шевченко, - пер. Весёлый, - пер. Зелёный, - пер. Набережный, - пер. Цветочный, - пер. Яблочный. |

Улицы в селе вытянуты параллельно реке (Ленина, 1 Мая). Восточная часть села тянется двумя улицами (Новая, Мира) в северо-восточном направлении, между прудом и лесом. В восточной части современного села находится территория бывшей Песковатки. Северная часть этого населённого пункта расположена в некотором удалении от реки, в окружении леса. Южная часть вытянута вдоль р. Потудань.

## Население
| 1859 | 1897  | 2000  | 2005  | 2008 | 2010 |
| ---- | ----- | ----- | ----- | ---- | ---- |
| 1006 | ↗1657 | ↘1173 | ↘1080 | ↘992 | ↘989 |

## История
Село основано во 2-й половине XVII века коротоякскими солдатами после формирования первых солдатских полков у Белгородской черты. В настоящее время в границы села включена бывшая деревня Песковатка, также расположенная на левом берегу Потудани, ниже Солдатского по течению.
В 1705 году, согласно переписи Воронежской епархии, в с. Солдатское уже была церковь. Следующая деревянная церковь Св. Афанасия была выстроена в селе в 1744 году.
В 1850 году в отчёте Генерального штаба о Солдатском говорилось:

«Село на местности открытой и песчаной, левого берега р. Потудани, в расстоянии около версты. Церковь деревянная с деревянно-решетчатою оградою. Близ сего села находится на реке водяная мельница с довольно хорошо устроенной плотиной. Поселяне сего селения занимаются преимущественно хлебопашеством и отчасти пчеловодством».

В 1859 году численность населения села составляла 1 006 человек, которые проживали в 156 дворах. В Песковатке было 98 дворов и 741 житель. В 1900 году в Солдатском было 1 682 жителя, 236 дворов, 8 общественных зданий, школа, водяная мельница, 1 винная и 2 мелочных лавки. В то же время в Песковатке насчитывалось 150 дворов, 1 141 житель, 4 общественных здания, 1 винная и 1 мелочная лавки. При водяной мельнице Берёзкина проживали 11 человек.
В 1906 году в Солдатском было 276 дворов, 1 969 жителей, в земской школе обучались 60 детей, в приходской — 28. В Песковатке в 174 дворах проживали 1 475 человек.
В 1913 году в Солдатском была выстроена кирпичная церковь Святого Афанасия, являющаяся памятником архитектуры. В облике этой крупной церкви сочетаются элементы русской и византийской архитектуры. В начале XX века в Песковатке была выстроена Никольская каменная церковь, показанная на довоенных планах и упомянутая в списках закрываемых в 1922 году церквей.
На территории Солдатского находится братская могила № 369, в которой захоронено 66 советских воинов, погибших в ходе боёв за село в 1943 году.

## Инфраструктура
В 1974 году институтом «ЦЧОГипросельхозстрой» был выполнен проект планировки и застройки Солдатского. В 1980 году в селе, являвшемся центральной усадьбой колхоза им. Ленина, было 570 дворов и 1351 житель. В 2009 году в Солдатском проживал 1021 человек, работали школа, ФАП, СДК на 400 мест, магазины и кафе.
Застройка села сформирована двумя массивами, разделёнными автодорогой Воронеж—Луганск. Западная часть ограничена дорогой на Репьёвку (с севера) и р. Потудань (с юга). Здесь находятся Афанасьевская церковь при кладбище, больница, школа, магазины, построенные ещё в 1970—1980-е годы.

## Известные люди
Уроженцами Солдатского также являются Герои Советского Союза А. И. Леженин и А. Г. Мачнев, богослов Г. Я. Прозоров, историк Н. А. Решетов.